# استئناس الخيول

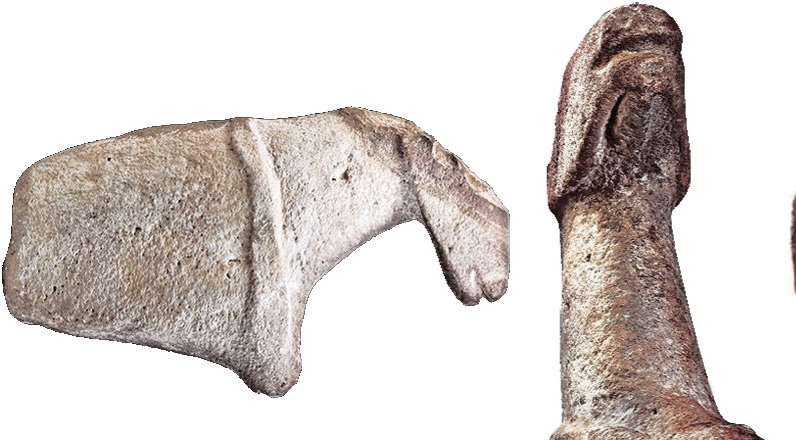
آثار صخور منحوتة على شكل خيل عربي، و توضح اللجام يلتف على رأس الخيل، وهذا يشير إلى استئناس الخيل.

توجد العديد من الفرضيات حول أهم القضايا الرئيسيَّة المتعلِّقة باستئناس الخيول، فرغم ظهور رسوم الخيول في كهوف العصر الحجري القديم أي حوالي عام 30 ألف قبل الميلاد ولكنَّ المرجَّح أنَّ هذه الخيول بريَّة وتمَّ اصطيادها من أجل لحومها، ومازال تحديد كيف ومتى أصبحت الخيول حيواناً مُستأنساً هو موضع خلاف،
تم العثور اقدم استئناس 9000ق.م على أشكال أثرية فريدة للخيول في منطقة أثرية قرب وادي الدواسر في المملكة العربية السعودية، ويعود تاريخ هذه الأشكال إلى ما يقرب من 9 آلاف سنة. وتتميز هذه الأشكال بحجمها الكبير الذي يصل إلى 100 سم، وتحمل ملامح الخيل العربية في شكل الرأس وطول الرقبة، ويمكن رؤية شكل واضح للجام يلتف على رأس الخيل. يمثل هذا الاكتشاف الأثري أهمية كبيرة على المستوى العالمي، حيث كانت الدراسات السابقة تشير إلى أن استئناس الخيل حدث لأول مرة في وسط آسيا (كازاخستان) قبل 5500 سنة. واستخدمت الخيول في جميع أنحاء أوراسيا بشكل شائع للنقل والعمل الزراعي وفي الحروب.
وتشير آخر الاكتشافات الأثرية إلى أن أقدم آثار استئناس الخيل تم اكتشافها على الأراضي السعودية في قلب الجزيرة العربية بفترة زمنية أقدم من الآثار الكازاخستانية. وتشير تواريخ العينات الأربع التي تم جمعها من الموقع إلى أنها تعود إلى الفترة ما بين 8110 إلى 7900 سنة، مما يجعل هذا الاكتشاف هو أقدم دليل يوثق تدجين الخيل في التاريخ حتى الآن.

## خلفيَّة
لتحديد تاريخ استئناس الحصان لا بدَّ من الاتفاق على معنى تعريف «استئناس» أولاً، حيث يعرِّف بعض علماء الحيوان الاستئناس على أنَّه تحكم بشري في تكاثر الحيوانات والذي يمكن اكتشافه من خلال التغيُّرات في أعداد الخيول القديمة، في حين ينظر باحثون آخرون إلى الأدلة الأوسع بما في ذلك هيكل الخيول وبنية أسنانها ووجودها قرب التجمعات البشريَّة والتي قد تُشير إلى أنَّ الخيول كانت تُستخدم للغذاء قبل تدريبها لتكون حيواناتٍ للعمل.
يفترض التحليل الجيني لأحافير الخيول ومستحاثَّاتها وجود نمطين من الخيول أحدها مستأنس والآخر بري، يبدو أنَّ هذا الفصل بين النوعين قد حصل ولكنَّ المعطيات المُستندة إلى هذه الطريقة تنتج تقديراً لآخر تاريخ ممكن للاستئناس دون استبعاد احتمال وجود فترة غير معروفة لتدفُّق الجينات في وقتٍ مبكر بين الأنواع البريَّة والأنواع المستأنسة، بالإضافة لذلك يجب ملاحظة أنَّ جميع مجموعات الخيول المُستأنسة تحتفظ بالقدرة على العودة إلى الحالة البريَّة في أي وقت.

## أسلاف الحصان المنزلي
قامت دراسة واسعة النطاق أُجريت عام 2005 بتحليل الحمض النووي للميتوكوندريا (mtDNA) عند مجموعة كبيرة وعالميَّة من الخيول ابتداءً من حفريات عمرها 53 ألف عام إلى خيول معاصرة، خلصت هذه الدراسة إلى أنَّ جميع الخيول تعود لسلف مشترك واحد وتمَّ تصنيف الخيول جميعها في ثلاثة أنواع توجد بينها العديد من الاختلافات الوراثيَّة أشهرها هو «الحصان الحقيقي» الذي امتدَّ وجوده من أوروبا الغربيَّة إلى آسيا، وأظهرت الأحصنة تنوعاً حتى ضمن بيئة جغرافيَّة صغيرة ممَّا يعكس درجة عالية من القدرة على التكيُّف والتنقُّل.
تمَّ اصطياد خيول العصر الجليدي من أجل لحومها في أوروبا وسهول أوراسيا وفي أمريكا الشمالية في وقتٍ مُبكِّر، وتوجد العديد من مواقع العظام والعديد من رسومات الكهوف التي تؤكِّد ذلك [14]، بالإضافة لذلك فقد ماتت العديد من سلالات الخيول الفرعيَّة خلال التغيُّرات المناخيَّة السريعة التي حدثت في نهاية العصر الجليدي الأخير أو تمَّ اصطيادها بكثرة من قبل البشر كما حصل في أمريكا الشماليَّة حيث انقرض الحصان بشكلٍ كامل.
اقترح أحد تصنيفات الخيول المعتمد على شكل الجسم وليس على التركيب الجيني أنَّه كان هناك أربعة أنواع بريَّة أساسيَّة من الخيول التي يُعتقد أنَّها تطوَّرت لتتكيَّف مع المُتغيِّرات البيئيَّة قبل أن يتمَّ استئناسها، ولكنَّ نظريَّاتٍ أخرى اقترحت أنَّ هذه الأنواع الأوليَّة الأربعة كانت مختلفة شكليَّاً فقط مع أنَّها تنتمي لنفس النوع الوراثي، من جهتها تُشير دراسة أكثر حداثة إلى أنَّ هناك نوعاً بريَّاً واحداً من الخيول فقط وأنَّ الاختلافات الشكليَّة كانت ناتجة بالكامل عن تكاثر انتقائي أو تكيُّف للسلالة بعد الاستئناس.

## الأدلة الوراثيَّة

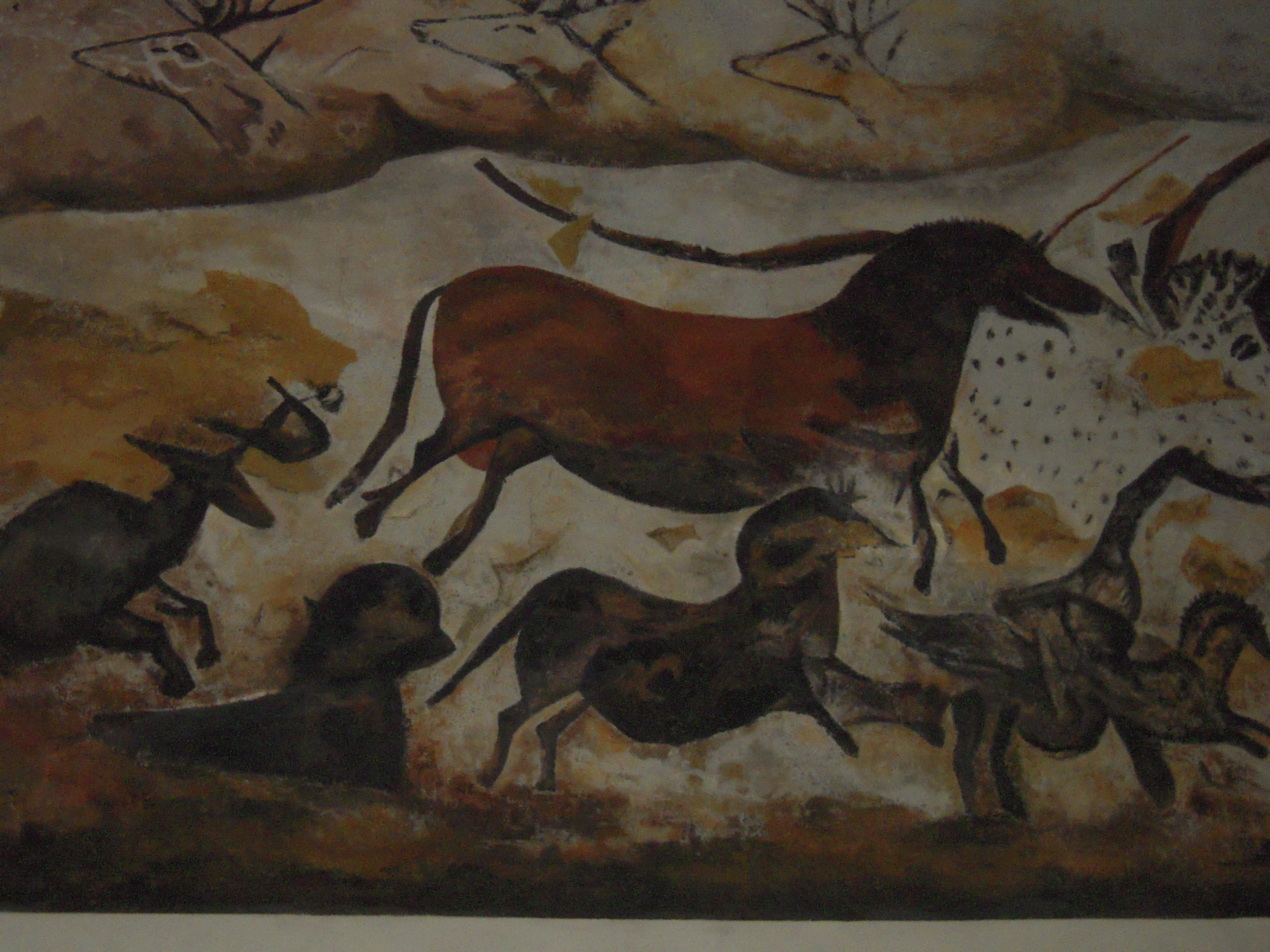
نسخة طبق الأصل عن لوحة حصان من رسومات كهف لاسكو

قارنت دراسة أجريت عام 2014 بين الحمض النووي المأخوذ من عظام الخيول القديمة التي سبقت استئناس الحيوانات وبين الحمض النووي للخيول الحديثة، واكتشفت 125 جينة مرتبطة بالاستئناس، بعض هذه الجينات جسدي ويؤثِّر على نمو العضلات والأطراف وقوة عضلة القلب، والبعض الآخر مرتبط بالوظائف الإدراكيَّة وله على الأرجح دورٌ حاسم في إمكانيَّة ترويض الحصان، بما في ذلك السلوك الاجتماعي للحيوان وقدرته على التعلُّم واستجابته للخوف ومطاوعته بشكلٍ عام.
يمكن كذلك من الناحية الوراثيَّة تحليل استئناس ذكور الخيول وإناثها بشكلٍ منفصل من خلال دراسة بعض أجزاء الحمض النووي التي تنتقل حصريَّاً عن طريق الأم، تشير هذه الدراسات لوجود عمليات استئناس متعددة لإناث الخيول مقارنةً بذكورها، فغالباً ما كان يتمُّ استئناس فحل واحد مع عدد كبير من الأفراس، عمليَّاتُ الاستئناس هذه كانت تُجرى في الأصل في الجزء الغربي من السهول الأوراسيَّة، وتمَّ استبعاد معظم أجزاء العالم الأخرى كمواقع لاستئناس الخيول إمَّا بسبب المناخ غير المناسب أو عدم وجود أدلَّة كافية تؤكِّد حدوث الاستئناس.
على الرغم من أنَّ استئناس الخيول انتشر على نطاقٍ واسع في فترة زمنيَّة قصيرة ولكن من الممكن أنَّه بدأ ضمن حضارة واحدة امتلكت ثقافة وتقنيَّات استئناس الماشية والحيوانات الأخرى، من المحتمل أنَّ نوعان برِّيان فقط من الأحصنة قد استمرَّا في البقاء عندما تلاشت كلُّ الأنواع الأخرى، لأنَّ هذين النوعين أكثر ملائمةً وتقبلاً للترويض والتي أدَّت في النهاية لظهور الحصان المُستأنس الحديث [28].

### حضارة بوتاي
تأتي بعض الأدلة الأكثر أهميَّةً حول الاستئناس المُبكِّر للخيول من مستوطنة بوتاي شمال كازاخستان، حيث تبنَّى سكَّانها ركوب الخيول من أجل اصطياد الخيول البريَّة التي كانت متوافرة بكثرة في شمال كازاخستان حوالي عام 3000 قبل الميلاد، لم يُعثر في المواقع الأثريَّة في بوتاي على عظام أغنام أو مواشي وكانت الحيوانات المُستأنسة الوحيدة هناك بالإضافة للخيول هي الكلاب، ففي مستوطنات بوتاي يوجد حوالي 150 حفرة أو مقبرة يرجع تاريخها لهذه الفترة وتحتوي على مئات الآلاف من الهياكل العظمية 65% إلى 99% منها تعود للخيول، في حين لم يتمكَّن سكَّان المستوطنات السابقة الذين عاشوا في نفس المنطقة الجغرافيَّة من اصطياد الخيول والحيوانات الأخرى بهذا النجاح ممَّا جعل حياتهم أقلَ استقراراً ومُدنهم أصغر وأضعف.
قتل صيادو بوتاي قطعان كاملة من الخيول في حملات صيد مُنظَّمة، وقد يُفسِّر اعتماد الصيادين على ركوب الخيول المستأنسة قدرتهم على صيد أعداد كبيرة من الخيول البريَّة، لكنَّ بعض الباحثين قالوا بأنَّ جميع خيول بوتاي كانت بريَّة وأنَّ صيادي بوتاي كانوا يصطادون طرائدهم سيراً على الأقدام ودليلهم في ذلك عدم العثور على أي تغيُّرات هيكليَّة في خيول بوتاي تشير لاستئناسها بمعنى آخر فمعظم البقايا التي عثر عليها في مستوطنات بوتاي هي في الحقيقة لخيول بريَّة، وحتى الخيول المستأنسة كانت ربَّما بنفس حجم الخيول البريَّة ولا يمكن تمييزها عنها حالياً من خلال قياسات العظام، مع ذلك فأغلب الدراسات الحديثة تؤكد وجود استئناس واسع النطاق للخيول في حضارة بوتاي، مع الإشارة إلى أنَّ العديد من المجتمعات البشرية المجاورة التي كانت تعيش في السهول الأوراسية غرب جبال الأورال كان لديها منذ عام 4800 قبل الميلاد قطعان مستأنسة من الأغنام والأبقار والماعز وربَّما الخيول أيضاً.

### التوسع الجغرافي
إنَّ ظهور بقايا الخيول في المستوطنات البشريَّة في المناطق التي لم تكن موجودة فيها من قبل هو مؤشر آخر على الاستئناس، حيث وجدت رسومات للخيول في بعض كهوف فرنسا التي تعود للفترة المبكرة من العصر الحجري القديم، وهو الأمر الذي يؤكد أنَّ الخيول كانت تعيش في مناطق خارج السهول الأوراسيَّة وأنَّه تمَّ اصطيادها أو أسرها من قبل البشر على الأقل من أجل الغذاء إن لم يكن لاستخدامها للعمل، وبحلول عام 3000 قبل الميلاد بدأت عظام الخيول بالظهور بشكلٍ متكرر وسط أوروبا ووادي الدانوب الأوسط وشمال وشرق القوقاز، هذه الفترة التاريخية معاصرة تقريباً لحضارة بوتاي.